# Mode (album)
Mode è la diciottesima raccolta del gruppo musicale britannico Depeche Mode, pubblicata il 24 gennaio 2020 dalla Sony Music.

## Descrizione
Originariamente previsto per novembre 2019, si tratta di un cofanetto atto a racchiudere tutto il materiale registrato in studio dal gruppo fino a quel momento, passando dal primo album Speak & Spell del 1981 all'ultimo Spirit del 2017. Per l'occasione, tutte le copertine risultano rivisitate esclusivamente di colore nero e oltre agli album in studio vi sono quattro dischi comprensivi di tutte le b-side e i singoli stand-alone, con l'aggiunta della cover di "Heroes" di David Bowie, mai pubblicata prima.
Riguardo alla pubblicazione, il gruppo ha affermato che l'aver raccolto il materiale da loro fatto «rappresenta il riflesso moderno di chi siamo e da dove veniamo. Il box non potrebbe essere più Depeche Mode di così».

## Accoglienza
| Recensione | Giudizio |
| ---------- | -------- |
| AllMusic   |          |

Neil Z. Yeung di AllMusic ha assegnato il punteggio massimo a Mode, definendolo «un monumento al posto duraturo dei Depeche Mode nella musica moderna, una retrospettiva completa della carriera di un gruppo che ha conquistato il tempo e definito un genere». In particolar modo ha apprezzato i quattro dischi di b-side, spiegando che ciascuno di essi «fornisce una grande istantanea dell'era generale in questione, collegando i loro lati pop, alternativi ed elettronici in successione fluida», passando dal «synth pop pulsante di Photographic dalla compilation Some Bizzare Album» fino a «una cover di "Heroes" di David Bowie rilavorata in chiave elettronica».

## Tracce
Testi e musiche di Martin L. Gore, eccetto dove indicato.
CD 1 – Speak & Spell
1. New Life – 3:46 (Vince Clarke)
2. I Sometimes Wish I Was Dead – 2:18 (Vince Clarke)
3. Puppets – 3:57 (Vince Clarke)
4. Boys Say Go! – 3:08 (Vince Clarke)
5. Nodisco – 4:16 (Vince Clarke)
6. What's Your Name? – 2:46 (Vince Clarke)
7. Photographic – 4:51 (Vince Clarke)
8. Tora! Tora! Tora! – 4:31
9. Big Muff – 4:25
10. Any Second Now (Voices) – 2:35 (Vince Clarke)
11. Just Can't Get Enough – 3:43 (Vince Clarke)

CD 2 – A Broken Frame
1. Leave in Silence – 4:51
2. My Secret Garden – 4:46
3. Monument – 3:16
4. Nothing to Fear – 4:18
5. See You – 4:36
6. Satellite – 4:43
7. The Meaning of Love – 3:06
8. A Photograph of You – 3:04
9. Shouldn't Have Done That – 3:12
10. The Sun and the Rainfall – 5:07

CD 3 – Construction Time Again
1. Love, in Itself – 4:29
2. More Than a Party – 4:45
3. Pipeline – 5:55
4. Everything Counts – 4:21
5. Two Minute Warning – 4:14 (Alan Wilder)
6. Shame – 3:52
7. The Landscape Is Changing – 4:49 (Alan Wilder)
8. Told You So – 4:27
9. And Then... – 4:40
10. Everything Counts (Reprise) – 1:00 – traccia fantasma

CD 4 – Some Great Reward
1. Something to Do – 3:47
2. Lie to Me – 5:04
3. People Are People – 3:52
4. It Doesn't Matter – 4:45
5. Stories of Old – 3:14
6. Somebody – 4:27
7. Master and Servant – 4:13
8. If You Want – 4:41 (Alan Wilder)
9. Blasphemous Rumours – 6:22

CD 5 – Black Celebration
1. Black Celebration – 4:57
2. Fly on the Windscreen - Final – 5:19
3. A Question of Lust – 4:23
4. Sometimes – 1:54
5. It Doesn't Matter Two – 2:51
6. A Question of Time – 4:09
7. Stripped – 4:17
8. Here Is the House – 4:16
9. World Full of Nothing – 2:49
10. Dressed in Black – 2:34
11. New Dress – 3:46

CD 6 – Music for the Masses
1. Never Let Me Down Again – 4:48
2. The Things You Said – 4:03
3. Strangelove – 4:54
4. Sacred – 4:50
5. Little 15 – 4:19
6. Behind the Wheel – 5:18
7. I Want You Now – 3:44
8. To Have and to Hold – 2:52
9. Nothing – 4:18
10. Pimpf – 4:56

CD 7 – Violator
1. World in My Eyes – 4:27
2. Sweetest Perfection – 4:44
3. Personal Jesus – 4:56
4. Halo – 4:30
5. Waiting for the Night – 6:07
6. Enjoy the Silence – 6:13
7. Policy of Truth – 4:55
8. Blue Dress – 5:38
9. Clean – 5:33

CD 8 – Songs of Faith and Devotion
1. I Feel You – 4:36
2. Walking in My Shoes – 5:26
3. Condemnation – 3:29
4. Mercy in You – 4:20
5. Judas – 5:14
6. In Your Room – 6:23
7. Get Right with Me – 3:52
8. Rush – 4:41
9. One Caress – 3:34
10. Higher Love – 5:56

CD 9 – Ultra
1. Barrel of a Gun – 5:36
2. The Love Thieves – 6:34
3. Home – 5:43
4. It's No Good – 5:58
5. Uselink – 2:21
6. Useless – 5:12
7. Sister of Night – 6:05
8. Jazzthieves – 2:55
9. Freestate – 6:44
10. The Bottom Line – 4:27
11. Insight – 5:11
12. Junior Painkiller – 2:10

CD 10 – Exciter
1. Dream On – 4:20
2. Shine – 5:33
3. The Sweetest Condition – 3:34
4. When the Body Speaks – 6:01
5. The Dead of the Night – 4:50
6. Lovetheme – 2:03
7. Freelove – 6:11
8. Comatose – 3:24
9. I Feel Loved – 4:21
10. Breathe – 5:18
11. Easy Tiger – 2:05
12. I Am You – 5:11
13. Goodnight Lovers – 3:49

CD 11 – Playing the Angel
1. A Pain That I'm Used To – 4:11
2. John the Revelator – 3:43
3. Suffer Well – 3:50 (Dave Gahan, Christian Eigner, Andrew Phillpott)
4. The Sinner in Me – 4:56
5. Precious – 4:10
6. Macro – 4:03
7. I Want It All – 6:10 (Dave Gahan, Christian Eigner, Andrew Phillpott)
8. Nothing's Impossible – 4:21 (Dave Gahan, Christian Eigner, Andrew Phillpott)
9. Introspectre – 1:41
10. Damaged People – 3:31
11. Lilian – 4:46
12. The Darkest Star – 6:55

CD 12 – Sounds of the Universe
1. In Chains – 6:53
2. Hole to Feed – 3:58 (Dave Gahan, Christian Eigner, Andrew Phillpott)
3. Wrong – 3:14
4. Fragile Tension – 4:09
5. Little Soul – 3:31
6. In Sympathy – 4:54
7. Peace – 4:29
8. Come Back – 5:16 (Dave Gahan, Christian Eigner, Andrew Phillpott)
9. Spacewalker – 1:53
10. Perfect – 4:33
11. Miles Away/The Truth Is – 4:15 (Dave Gahan, Christian Eigner, Andrew Phillpott)
12. Jezebel – 4:42
13. Corrupt – 8:59

CD 13 – Delta Machine
1. Welcome to My World – 4:56
2. Angel – 3:58
3. Heaven – 4:03
4. Secret to the End – 5:10 (Dave Gahan, Kurt Uenala)
5. My Little Universe – 4:24
6. Slow – 3:46
7. Broken – 3:55 (Dave Gahan, Kurt Uenala)
8. The Child Inside – 4:15
9. Soft Touch/Raw Nerve – 3:23
10. Should Be Higher – 5:05 (Dave Gahan, Kurt Uenala)
11. Alone – 4:28
12. Soothe My Soul – 5:18
13. Goodbye – 5:03

CD 14 – Spirit
1. Going Backwards – 5:43
2. Where's the Revolution – 4:59
3. The Worst Crime – 3:48
4. Scum – 3:14
5. You Move – 3:50 (Martin L. Gore, Dave Gahan)
6. Cover Me – 4:52 (Dave Gahan, Peter Gordeno, Christian Eigner)
7. Eternal – 2:25
8. Poison Heart – 3:17 (Dave Gahan, Peter Gordeno, Christian Eigner)
9. So Much Love – 4:29
10. Poorman – 4:26
11. No More (This Is the Last Time) – 3:14 (Dave Gahan, Kurt Uenala)
12. Fail – 5:08

CD 15 – M (1981-1985)
1. Photographic (Some Bizarre Version) – 3:12 (Vince Clarke)
2. Sometimes I Wish I Was Dead (Flexi-Pop Version) – 2:18 (Vince Clarke)
3. Dreaming of Me – 4:03 (Vince Clarke)
4. Ice Machine – 3:53 (Vince Clarke)
5. Shout! – 3:43 (Vince Clarke)
6. Any Second Now – 3:08 (Vince Clarke)
7. Now, This Is Fun – 3:24
8. Oberkorn (It's a Small Town) – 4:09
9. My Secret Garden (Excerpts From) – 3:17
10. My Secret Garden (Further Excerpts From) – 4:24
11. Get the Balance Right! – 3:12
12. The Great Outdoors! – 5:02 (Martin L. Gore, Alan Wilder)
13. Work Hard – 4:23 (Martin L. Gore, Alan Wilder)
14. Fools – 4:16 (Alan Wilder)
15. In Your Memory – 4:01 (Alan Wilder)
16. (Set Me Free) Remotivate Me – 4:15
17. Shake the Disease – 4:51
18. Flexible – 3:13
19. It's Called a Heart – 3:50
20. Fly on the Windscreen – 5:06

CD 16 – O (1986-1990)
1. Dressed in Black (Record Mirror Version) – 2:45
2. But Not Tonight – 4:18
3. Breathing in Fumes – 6:07
4. Black Day – 2:38 (Martin L. Gore, Daniel Miller, Alan Wilder)
5. Christmas Island – 4:52 (Martin L. Gore, Alan Wilder)
6. Agent Orange – 5:05
7. Fpmip – 5:21
8. Pleasure, Little Treasure – 2:53
9. Route 66 – 4:10 (Bobby Troup)
10. Stjarna – 4:25
11. Sonata No. 14 in C#m (Moonlight Sonata) – 5:38 (Ludwig van Beethoven)
12. Dangerous – 4:22
13. Memphisto – 4:08
14. Sibeling – 3:18
15. Kaleid – 4:18
16. Happiest Girl (Jack Mix) – 4:58
17. Sea of Sin (Tonal Mix) – 4:44

CD 17 – D (1993-2005)
1. My Joy (Seven Inch Mix) – 3:58
2. Death's Door (Soundtrack Version) – 3:54
3. Death's Door (Jazz Mix) – 6:40
4. Slowblow – 5:25
5. Painkiller – 7:29
6. Only When I Lose Myself – 4:34
7. Surrender – 6:19
8. Headstar – 4:23
9. Easy Tiger – 4:56
10. Dirt – 4:59 (Iggy Pop, Ron Asheton, Scott Asheton, Dave Alexander)
11. Zenstation – 6:26
12. Free – 5:11
13. Newborn – 5:35
14. Better Days – 2:28
15. Martyr – 3:23

CD 18 – E (2006-2017)
1. Oh Well (Single Version) – 4:25 (Martin L. Gore, Dave Gahan)
2. Oh Well – 5:59 (Martin L. Gore, Dave Gahan)
3. Light – 4:44
4. The Sun and the Moon and the Stars – 4:41
5. Ghost – 6:25
6. Esque – 2:17
7. Long Time Lie – 4:23 (Martin L. Gore, Dave Gahan)
8. Happens All the Time – 4:20 (Dave Gahan, Kurt Uenala)
9. Always – 5:05
10. All That's Mine – 3:23 (Dave Gahan, Kurt Uenala)
11. Heroes (Highline Session Version) – 6:30 (David Bowie, Brian Eno)

## Classifiche
| Classifica (2020) | Posizione massima |
| ----------------- | ----------------- |
| Belgio (Vallonia) | 140               |
| Francia           | 175               |
| Germania          | 10                |
| Spagna            | 21                |